# Centaurea aspromontana
Centaurea aspromontana là một loài thực vật có hoa trong họ Cúc. Loài này được Brullo, Scelsi & Spamp. mô tả khoa học đầu tiên năm 2001.